# Saul Alinsky
Saul David Alinsky (Chicago, 30 de janeiro de 1909 – Carmel-by-the-Sea, 12 de junho de 1972) foi um organizador de comunidades norte-americano. Ele é geralmente classificado como o pai dos métodos modernos de organização comunitária.

## Biografia
Saul Alinsky formou-se como bacharel em Filosofia pela Universidade de Chicago, onde se especializou em arqueologia, um assunto que o fascinava. Seus planos para se tornar um arqueólogo profissional foram alterados devido à corrente depressão econômica nos EUA. Ao longo de quase quatro décadas de organização política, ele recebeu muitas críticas, porém também conquistou elogios de diversas figuras públicas. Suas habilidades organizacionais focaram-se na melhora das condições de vida de comunidades pobres ao longo dos Estados Unidos. Na década de 1950, Alinsky voltou sua atenção para a melhoria das condições de vida nos guetos afro-americanos, começando por Chicago — porém mais tarde trabalhou em outros guetos localizados na Califórnia, Michigan e Nova Iorque, bem como em vários outros "pontos de conflitos".
Suas ideias foram adaptadas na década de 1960 por alguns estudantes universitários norte-americanos e outros organizadores da contracultura da época, que as usaram como parte de suas estratégias para formar organizações nos campus universitários e em outras entidades. Um artigo da Revista Time publicado em 1970 avaliou que "não seria exagero argumentar que a democracia americana vem sendo alterada pelas ideias de Alinsky". O autor conservador William F. Buckley Jr. afirmou em 1966 que Alinsky "estava muito próximo de ser um gênio organizacional". Em 1969, Hillary Rodham Clinton escreveu uma tese de 92 páginas para Wellesley College sobre o ativista político, Saul Alinsky, intitulado "Há apenas a luta… Uma análise do modelo de Alinsky". Hillary escreveu sua tese entrevistando Alinsky e outros ativistas, realizando visitas a áreas de baixa renda de Chicago (perto de sua cidade natal, Park Ridge, Illinois) e observando programas de ação comunitária nessas áreas.
Alinsky é citado com frequência por conta de um de seus livros, intitulado "Regras para radicais: um guia pragmático para radicais realistas" — que contém táticas não-violentas voltadas à arte de organizar comunidades com o intuito de promover mudanças sociais. Na publicação em questão, o intelectual apresenta uma lista de 13 regras que representariam seu legado duradouro. O livro conta com uma menção à Lúcifer, como sendo o primeiro radical das lendas — um indivíduo que se rebelou contra o establishment e conquistou seu próprio reino.
Saul Alinsky morreu com 63 anos, vítima de um ataque cardíaco perto de casa em Carmel, Califórnia, em 12 de junho de 1972. Foi cremado na mesma cidade e teve suas cinzas enviadas ao cemitério Mt. Mayriv, em Chicago.

### 13 Regras
Abaixo estão as regras formuladas por Saul Alinsky em seu livro mais famoso, o supramencionado "Regras para radicais: um guia pragmático para radicais realistas".
 A versão original continha apenas 11 regras, ao passo que as regras números 12 e 13 foram adicionadas pela edição de 1972 antes desta ser publicada. Tais regras de Alinsky podem ser classificadas como "táticas de confronto", e são projetadas para derrotar seus oponentes através de resistência não violenta, baseando-se nas diversas campanhas de sucesso que Alinsky promoveu ao longo dos anos, em seus esforços para ajudar pessoas pobres na luta contra os poderosos e privilegiados.
1 - O poder não é apenas aquilo que você possui, mas o que seu inimigo pensa que você possui;

2 - Nunca abandone o campo de experiência do seu próprio povo;

3 - Sempre que possível, faça o inimigo sair do campo onde ele possui experiência;

4 - Faça o inimigo viver de acordo com seu próprio livro de regras;

5 - A ridicularização é a arma mais poderosa do homem;

6 - Uma boa tática é aquela da qual seu povo pode desfrutar;

7 - Uma tática que se prolonga demais torna-se contraproducente;

8 - Mantenha a pressão;

9 - A ameaça geralmente é mais aterrorizante do que a própria ação;

10 - A principal premissa tática é o desenvolvimento de operações que mantenham uma pressão constante sobre a oposição;

11 - Ao pressionar um ponto negativo com força e profundidade suficientes, ele será reconhecido pelo lado contrário;

12 - O preço de um ataque bem-sucedido é uma alternativa construtiva;

13 - Escolha o alvo, congele-o, personalize-o e polarize-o.